# Constantin Brâncuși
Constantin Brâncuși (n. 19 februarie 1876, Hobița, România – d. 16 martie 1957, Paris, Franța) a fost un sculptor român cu contribuții covârșitoare la înnoirea limbajului și viziunii plastice în sculptura contemporană. Constantin Brâncuși a fost ales membru postum al Academiei Române. Francezii și americanii îl desemnează, cel mai adesea, doar prin numele de familie, pe care îl scriu fără semne diacritice, Brancusi, pronunțându-l după regulile de pronunțare ale limbii franceze.

## Anii de început
Născut la 19 februarie 1876, la Hobița, Gorj, Constantin era al șaselea copil al lui Radu Nicolae Brâncuși (1833-1885) și Maria Brâncuși (1851-1919). Prima clasă primară a făcut-o la Peștișani, apoi a continuat școala la Brădiceni. Copilăria sa a fost marcată de dese plecări de acasă și de ani lungi de ucenicie în ateliere de boiangerie, prăvălii și birturi.
În Craiova, în timp ce lucra ca ucenic, își face cunoscută îndemânarea la lucrul manual prin construirea unei viori din materiale găsite în prăvălie. Găsindu-se că ar fi de cuviință să dezvolte aceste abilități, el s-a înscris cu bursă la Școala de Arte și Meserii din Craiova.
După ce a urmat Școala de Arte și Meserii în Craiova (1894 - 1898) vine la București unde absolvește Școala Națională de Arte Frumoase în 1902. În timpul studenției, chiar în primul an, în 1898, lucrarea sa Bustul lui Vitellius obține „mențiune onorabilă”, Cap al lui Laocoon din 1900 obține medalia de bronz, iar Studiu din 1901 câștigă medalia de argint. Timp de doi ani, între 1900 și 1902, cu ajutorul doctorului Dimitrie Gerota, realizează Ecorșeu, un studiu pentru reprezentarea corpului omenesc, lucrare căreia i se atribuie o medalie de bronz. Precizia detaliilor acestei lucrări face ca Ecorșeul să fie folosit în școlile românești de medicină, după ce s-au făcut câteva copii; Marcel Duchamp a inclus fotografia Ecorșeului în expoziția organizată la sfârșitul anului 1933 la Galeria Brummer din New York City.

Carol Davila - sculptură de Constantin Brâncuși din 1903, expusă din 1912 în curtea Spitalului Militar Central din București

În 1903 primește prima comandă a unui monument public, bustul generalului medic Carol Davila, care a fost instalat la Spitalul Militar din București și reprezintă singurul monument public al lui Brâncuși din București. Acest bust a fost comandat de un consiliu format de fostul său profesor Dimitrie Gerota, pentru a îl ajuta pe Brâncuși să plătească drumul până la Paris. Plata pentru monument a fost împărțită în două tranșe, prima jumătate fiind plătită înainte ca să înceapă lucrul, iar a doua tranșă după ce Brâncuși a terminat bustul. Când a terminat lucrarea, aceasta a fost prezentată în fața consiliului, dar recepția a fost nesatisfăcătoare, diferite persoane din consiliu având opinii contrarii despre caracteristicile fizice ale generalului, spre exemplu cerând micșorarea nasului, și de asemenea păreri diferite în legătură cu poziționarea epoleților. Înfuriat de inabilitatea consiliului de a înțelege sculptura, Brâncuși pleacă din sala de ședințe în mirarea tuturor, fără a primi a doua jumătate a banilor necesari plecării sale spre Franța, decizând sa parcurgă drumul către Paris pe jos.
Mai târziu Brâncuși a comentat acest incident astfel:
Ar fi fost o muncă ușoară, dar ca de prostituată, care mi-ar fi adus cei câțiva bani cât îmi trebuiau ca să-mi plătesc un bilet de drum de fier până la Paris. Dar ceva care se înnăscuse în mine și pe care simțeam că crește, an de an și de câțiva în rând, a izbucnit năvalnic și nu am mai putut răbda. Am făcut stânga-mprejur, fără nici un salut militar spre marea panică și spaimă a doctorului Gerota, de față... și dus am fost, pomenind de mama lor.
În drum spre Paris a trecut mai întâi prin Hobița, unde și-a luat rămas bun de la mama sa. Și-a continuat drumul, oprindu-se în Viena pentru o perioadă, timp în care a lucrat la un atelier ca decorator de mobilier. În Viena a început să viziteze muzee cu opere de artă inaccesibile în România. Aici a făcut cunoștință cu sculpturile egiptene care i-au influențat opera mai târziu în viață.
Din Viena a plecat în 1904 spre München, dar după șase luni pornește pe jos prin Bavaria și Elveția și până la Langres, în Franța. În apropriere de Lunéville, după o ploaie torențială în care este prins, Brâncuși capătă o pneumonie infecțioasă și, în stare critică, este primit la un spital de maici. După o perioadă de recuperare gândește că nu mai are puterile și nici timpul necesar pentru a parcurge drumul spre Paris pe jos, astfel că ultima bucată a drumului o parcurge cu trenul.
În 1905 reușește la concursul de admitere la prestigioasa École Nationale Supérieure des Beaux-Arts, unde lucrează în atelierul lui Antonin Mercié până în 1906, când, atingând limita de vârstă, părăsește școala. Refuză să lucreze ca practician în atelierul lui Auguste Rodin, rostind cuvintele devenite celebre: „Rien ne pousse à l’ombre des grands arbres” (La umbra marilor copaci nu crește nimic).

## Opera
La începutul carierei sale, sculpturile lui Brâncuși au constat mai ales din reprezentări clasice ale formei umane. Perioada dintre 1897 și 1907 este caracterizată de o acumulare sensibilă de cunoștințe și îndemânare, dar și de căutarea a diferite soluții de modelare a materialelor. După 1905, viziunea artistului a devenit mai clară și mai puternică. Ca o consecință imediată, transformarea structurii operei sale a suferit o evoluție rapidă, astfel încât, începând încă din 1907, reprezentările antropomorfe încep să cedeze locul sculpturilor care îl vor prefigura pe artistul Brâncuși de mai târziu, acela care va urma să intre în conștiința universală.
Din această perioadă datează operele: 
- 1897 - Craiova - Bustul lui Gheorghe Chițu
- 1898 - București - Bustul Vitellius
- 1900 - București - Capul lui Laocoon
- 1902 - București - Ecorșeul
- 1902, probabil ianuarie - București - statuetă simbolizând muzica corală românească
- 1902, octombrie - Craiova - bustul lui Ion Georgescu-Gorjan
- 1903 - București - Bustul generalului Carol Davila
- 1905 - Paris - Orgoliu
- 1906 - Paris - Copil - ghips
- 1906 - Paris - Supliciu - piatră
- 1906 - Paris - Cap de copil - bronz
- 1906 - Paris - bustul Victoriei Vaschide
- 1906 - Paris - bustul doctorului Zaharia Samfirescu
- 1906 - Paris - portretul pictorului Nicolae Dărăscu

Constantin Brâncuși a expus pentru prima dată la Société Nationale des Beaux-Arts și la Salon d'Automne din Paris în 1906. Creează în 1907 prima versiune a Sărutului, temă pe care o va relua sub diferite forme până în 1940, culminând cu Poarta Sărutului parte a Ansamblului Monumental din Târgu-Jiu. În 1907 închiriază un atelier în Rue de Montparnasse și intră în contact cu avangarda artistică pariziană, împrietenindu-se cu Guillaume Apollinaire, Fernand Léger, Amedeo Modigliani, Marcel Duchamp. A început lucrul la Rugăciune, o comandă pentru un monument funerar ce va fi expusă în „Cimitirul Dumbrava” de la Buzău. În 1909 revine pentru scurt timp în România și participă la „Expoziția oficială de pictură, sculptură și arhitectură”. Juriul Expoziției, prezidat de Spiru Haret acordă premiul II ex aequo lui Brâncuși, Paciurea, Steriadi, Petrașcu, Theodorescu-Sion. Colecționarul de artă Anastase Simu îi cumpără sculptura Somnul iar bustul în ghips al pictorului Nicolae Dărăscu este achiziționat de Ministerul Instrucțiunii Publice.
Până în 1914, participă cu regularitate la expoziții colective din Paris și București, inaugurând ciclurile Păsări Măiestre, Muza adormită, Domnișoara Pogany.
În 1914, Brâncuși deschide prima expoziție în Statele Unite ale Americii la Photo Secession Gallery din New York City, care provoacă o enormă senzație. Colecționarul american John Quin îi cumpără mai multe sculpturi, asigurându-i o existență materială prielnică creației artistice. În același an, ministrul de interne al României respinge proiectul monumentului lui Spiru Haret comandat cu un an înainte. Brâncuși va păstra lucrarea în atelier și o va intitula Fântâna lui Narcis.
În 1915, începe să execute primele lucrări în lemn, printre care 2 Cariatide și Fiul risipitor. La Paris, în 1919, apare volumul „La Roumanie en images” cu cinci reproduceri după lucrări ale lui Brâncuși. Un an mai târziu, participă la expoziția grupării „La Section d'Or” în Franța, la expoziția grupării „Arta română” la invitația lui Camil Ressu în România, la „Festivalul Dada”, unde semnează manifestul intitulat Contre Cubisme, contre Dadaiseme. În revista Little Review din New York apare, în 1921, primul studiu de amploare cu 24 de reproduceri din opera lui Brâncuși, semnat de poetul american Ezra Pound. De altfel, sculptorul avea să realizeze ulterior un celebru portret al acestuia.
Participă la o mișcare de protest contra lui André Breton și în apărarea lui Tristan Tzara. La 30 noiembrie 1924, expune la Prima expoziție internațională a grupării „Contemporanul” din București. Doi ani mai târziu, la Wildenstein Galleries, din New York, se deschide cea de-a doua expoziție personală a sa.
Până în 1940, activitatea creatoare a lui Brâncuși se desfășoară în toată amploarea ei. Operele sale de seamă din ciclul Pasărea în văzduh, ciclul Ovoidului precum și sculpturile în lemn datează din această perioadă. În același timp, Brâncuși participă la cele mai importante expoziții colective de sculptură din Statele Unite ale Americii, Franța, Elveția, Țările de Jos și Anglia.
În atelierul său din Impasse Ronsin, în inima Parisului, Brâncuși și-a creat o lume a lui, cu un cadru și o atmosferă românească. Muzeul Național de Artă Modernă din Paris (Centre Pompidou) are un număr important de lucrări ale lui Brâncuși.
Din cele 214 de desene, guașe, picturi și acuarele catalogate ca fiind ale lui Brâncuși, 64 schițe sunt conținute în cunoscutul carnet de „SCHIȚE C. BRÂNCUȘI”, din anii 1901-1902, pe care l-a dăruit compozitorului Ion Croitoru, înainte de plecarea sculptorului la Paris (astăzi, în parte, deteriorat). Cele din străinătate nu se cunosc îndeajuns.
Carnetul de schițe este prima lucrare a lui Brâncuși după terminarea studiilor, a anilor de studenție la Școala națională de arte frumoase din București. Primele zece desene dintre „Schițe” sunt astfel de studii științifice pe care le urmărea a le reprezenta în „Ecorșeu”: „Studiu pentru Ecorșeu”- vedere posterioară torace”, „Membru inferior drept”, „Craniu uman (profil stâng)”, „Oasele mâinii”, „Studiu de nud”, „Clavicule și omoplat”, „Capul metarcarpianului”, „Os iliac” ș.a.
În România, în epoca realismului socialist, Brâncuși a fost contestat ca unul din reprezentanții formalismului burghez cosmopolit. Totuși, în decembrie 1956, la Muzeul de Artă al Republicii din București s-a deschis prima expoziție personală Brâncuși din Europa. Abia în 1964 Brâncuși a fost „redescoperit” în România ca un geniu național și, în consecință, ansamblul monumental de la Târgu-Jiu cu Coloana (recunoștinței) fără sfârșit, Masa tăcerii și Poarta sărutului a putut fi amenajat și îngrijit, după ce fusese lăsat în paragină un sfert de veac și fusese foarte aproape de a fi fost dărâmat.
| „Il y a des imbéciles qui définissent mon œuvre comme abstraite, pourtant ce qu'ils qualifient d'abstrait est ce qu'il y a de plus réaliste, ce qui est réel n'est pas l'apparence mais l'idée, l'essence des choses. (Brâncuși)” |  | „Sunt imbecili cei care spun despre lucrările mele că ar fi abstracte; ceea ce ei numesc abstract este cel mai pur realism, deoarece realitatea nu este reprezentată de forma exterioară, ci de ideea din spatele ei, de esența lucrurilor.” |

### Presupusa ofertă respinsă
Unele publicații au susținut că Constantin Brâncuși ar fi făcut Statului român oferta de a-i lăsa moștenire 200 de lucrări și atelierul său din Paris, Impasse Ronsin nr. 10. Este prezentat drept dovadă procesul-verbal de la ședința prezidată de Mihail Sadoveanu, Secțiunea de Știința Limbii, Literatură și Arte a Academiei Republicii Populare Române pe 7 martie 1951. La această ședință au participat George Călinescu, Iorgu Iordan, Camil Petrescu, Alexandru Rosetti, Al. Toma, George Oprescu, Jean Alexandru Steriadi, Victor Eftimiu, Geo Bogza, Alexandru Graur, Ion Jalea, Dumitru S. Panaitescu-Perpessicius și Krikor H. Zambaccian. În ședință a fost refuzată prezentarea de opere ale lui Brâncuși la Muzeul de Artă al R.P.R, considerându-l pe sculptor un reprezentant al burgheziei decadente, dar nu se menționează nimic despre vreo donație sau moștenire.
Cercetătorul Doina Lemny a precizat că artistul român n-a lăsat nici o notă de atelier, cu atât mai mult un testament privind donația pe care ar fi făcut-o statului român și pe care acesta ar fi refuzat-o.

### Filatelie

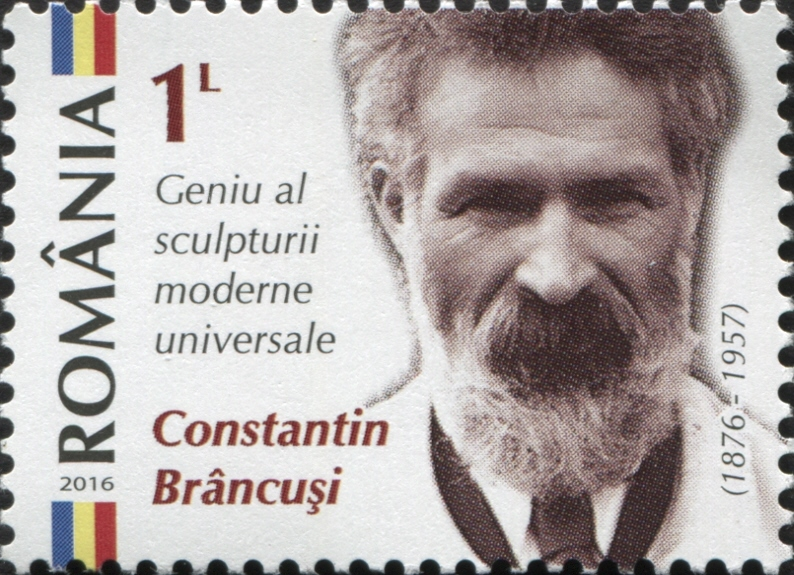
Marcă poștală românească din 2016

### Numismatică

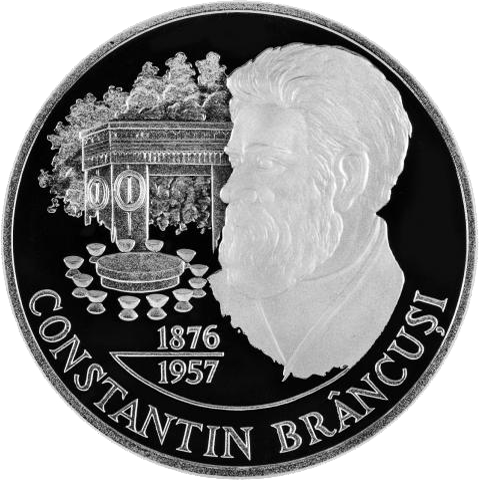
Revers al monedei comemorative de argint, cu valoarea nominală de 50 lei, emise de Banca Națională a Moldovei în 2001

### În conștiința publică

Statuia lui Constantin Brâncuși de Ion Irimescu